# Jelašnica, Knjaževac
Jelašnica (izvirno srbsko Јелашница) je naselje v Srbiji, ki upravno spada pod Občino Knjaževac; slednja pa je del Zaječarskega upravnega okraja.

## Demografija
V naselju živi 207 polnoletnih prebivalcev, pri čemer je njihova povprečna starost 66,1 let (64,8 pri moških in 67,2 pri ženskah). Naselje ima 113 gospodinjstev, pri čemer je povprečno število članov na gospodinjstvo 1,88.
To naselje je popolnoma srbsko (glede na rezultate popisa iz leta 2002). V času zadnjih treh popisov pa je opazno zmanjšanje števila prebivalcev.
|  |

| Demografija | Demografija     | Demografija     |
| Leto        | Št. prebivalcev | Št. prebivalcev |
| ----------- | --------------- | --------------- |
|             |                 |                 |
|             |                 |                 |
|             |                 |                 |
|             |                 |                 |
| 1948        | 743             |                 |
| 1953        | 781             |                 |
| 1961        | 767             |                 |
| 1971        | 600             |                 |
| 1981        | 487             |                 |
| 1991        | 353             | 353             |
| 2002        | 212             | 212             |
|             |                 |                 |

| Etnična sestava po popisu iz leta 2002 | Etnična sestava po popisu iz leta 2002 | Etnična sestava po popisu iz leta 2002 | Etnična sestava po popisu iz leta 2002 | Etnična sestava po popisu iz leta 2002 |
| -------------------------------------- | -------------------------------------- | -------------------------------------- | -------------------------------------- | -------------------------------------- |
| Srbi                                   | Srbi                                   |                                        | 212                                    | 100,0%                                 |
| Neznano                                | Neznano                                |                                        | 0                                      | 0,0%                                   |